# Enrico di Groitzsch
Enrico di Groitzsch (1090 circa – Magonza, 31 dicembre 1135) fu margravio della marca orientale sassone dal 1128 alla morte come Enrico III e margravio di Lusazia dal 1131 fino alla sua morte.

## Biografia
Enrico di Groitzsch era il secondo figlio di Wiprecht di Groitzsch della stirpe dei conti di Groitzsch, e Giuditta, figlia del re Vratislao II di Boemia della stirpe dei Přemyslidi. Dopo la morte di suo padre, gli successe nel 1124 come burgravio di Magdeburgo, ma non poté ereditare le marche di Meißen, di Lusazia e la marca orientale sassone. Nel 1126 negoziò la pace tra l'imperatore Lotario II e il duca di Boemia Sobeslao I dopo la sconfitta imperiale nella seconda battaglia di Chlumec.
Nel 1128, tuttavia, fu nominato margravio della marca orientale sassone, tolta ad Alberto l'Orso e nel 1131 divenne margravio di Lusazia e Vogt dell'abbazia di Neuwerk vicino a Halle. Ma la sua pretesa di ottenere la marca di Meißen che suo padre deteneva trovò l'opposizione di Corrado I il Pio. Con sua moglie Berta, fondò il monastero di Bürgel nel 1133. Enrico morì a Magonza il 31 dicembre 1135.

## Matrimonio e figli
Enrico sposò Berta di Gelnhausen († dopo il 1137) ma i due non ebbero figli.